# Notts County FC
A Notts County Football Club (gyakran Notts, County vagy The Magpies, azaz a Szarkák) angol profi labdarúgóklub. A világ legrégebbi ma is létező profi labdarúgó klubja: 1862-ben alapították. A csapat jelenleg az angol labdarúgó-bajnokság negyedosztályban játszik.
A Notts County legnagyobb sikere az 1891-es FA-kupa győzelem.
Hazai mérkőzéseit a nottinghami 19 841 fő befogadására alkalmas Meadow Lane Stadionban játsszák fekete-fehér csíkos mezben.
A klub többször is játszott a legfelső osztályban, legutoljára 1991–1992-ben, az akkori első osztályban (First Division). Neves edzői voltak többek közt Jimmy Sirrel, Neil Warnock, Howard Kendall, Sam Allardyce és Paul Ince.

## Története

### Alapítás és a korai évek
A Notts County a világ legrégebben létező profi labdarúgó csapata, melyet 1862-ben alapítottak.

## Klubszínek, címer
A csapat otthon fekete-fehér csíkos mezben, míg idegenben kék felszerelésben játszik.

## Rivális csapatok
A Notts County legfőbb riválisa az ugyancsak nottinghami székhelyű Nottingham Forest. Mivel a Notts egy ideje tartósan alacsonyabb osztályokban szerepel, egy másik rivalizálás bontakozott ki egy nottinghamshire-i csapattal, a Mansfielddel.

## Jelenlegi keret
2018. szeptember 3-i adatok:
| #  |     | Poszt | Név                                              |
| -- | --- | ----- | ------------------------------------------------ |
| 1  | ENG | K     | Ross Fitzsimons                                  |
| 2  | ENG | V     | Matt Tootle                                      |
| 3  | ENG | V     | Pierce Bird                                      |
| 4  | ENG | V     | Elliott Hewitt                                   |
| 5  | WAL | V     | Richard Duffy                                    |
| 6  | ENG | V     | Ben Hall (kölcsönben a Brightontól)              |
| 7  | ENG | CS    | Lewis Alessandra                                 |
| 8  | WAL | KP    | David Vaughan                                    |
| 9  | ENG | CS    | Kristian Dennis                                  |
| 10 | ENG | KP    | Nathan Thomas (kölcsönben a Sheffield Unitedtől) |
| 11 | NED | CS    | Enzio Boldewijn                                  |
| 12 | ENG | KP    | Christian Oxlade-Chamberlain                     |
| 13 | SVK | K     | Branislav Pindroch                               |
| 14 | ENG | KP    | Andy Kellett                                     |
| 15 | ENG | CS    | Kane Hemmings                                    |

| #  |     | Poszt | Név                                    |
| -- | --- | ----- | -------------------------------------- |
| 16 | ENG | V     | Shaun Brisley                          |
| 17 | AFG | KP    | Noor Husin                             |
| 18 | ENG | KP    | Terry Hawkridge                        |
| 19 | ENG | V     | Elliot Ward                            |
| 20 | ENG | KP    | Will Patching                          |
| 22 | ENG | KP    | Tom Crawford                           |
| 23 | ENG | V     | Daniel Jones                           |
| 24 | ENG | KP    | Robert Milsom (kölcsönben a Crewe-tól) |
| 30 | ENG | CS    | Jon Stead                              |
| 31 | ENG | CS    | Sam Osborne                            |
| 32 | ENG | KP    | Alex Howes                             |
| 33 | ENG | CS    | Declan Dunn                            |
| 34 | ENG | CS    | Remaye Campbell                        |
| 40 | ENG | K     | Max Culverwell                         |

## Sikerek
- 1-szeres FA-kupa győztes: 1890-91

## Statisztika

### Legtöbb mérkőzés
|    | Név              | A klubnál | Mérkőzés |
| -- | ---------------- | --------- | -------- |
| 1  | Albert Iremonger | 1904–26   | 601      |
| 2  | Brian Stubbs     | 1968–80   | 486      |
| 3  | Pedro Richards   | 1974–86   | 485      |
| 4  | David Needham    | 1965–77   | 471      |
| 5  | Don Masson       | 1968–82   | 455      |
| 6  | Les Bradd        | 1967–78   | 442      |
| 7  | Percy Mills      | 1927–39   | 434      |
| 8= | Billy Flint      | 1908–26   | 408      |
| 8= | David Hunt       | 1977–87   | 408      |
| 10 | Dean Yates       | 1985–95   | 394      |

### Legtöbb gól
|     | Név             | A klubnál        | Gólok |
| --- | --------------- | ---------------- | ----- |
| 1   | Les Bradd       | 1967–78          | 137   |
| 2   | Tony Hateley    | 1958–63, 1970–72 | 114   |
| 3   | Jackie Sewell   | 1946–51          | 104   |
| 4   | Tommy Lawton    | 1947–52          | 103   |
| 5   | Tom Keetley     | 1929–33          | 98    |
| 6   | Don Masson      | 1968–82          | 97    |
| 7   | Tom Johnston    | 1948–57          | 93    |
| 8   | Ian McParland   | 1980–89          | 90    |
| 9   | Harry Daft      | 1885–95          | 81    |
| 10= | Mark Stallard   | 1999–2004, 2005  | 79    |
| 10= | Trevor Christie | 1979–84          | 79    |
| 10= | Gary Lund       | 1987–95          | 79    |